# Prowincja Thanh Hóa
Thanh Hóa wymowaⓘ – prowincja Wietnamu, znajdująca się w północnej części kraju, w Regionie Wybrzeża Północno-Środkowego. Na zachodzie prowincja graniczy z Laosem.

## Podział administracyjny
W skład prowincji Thanh Hóa wchodzi dwadzieścia sześć dystryktów oraz jedno miasto.
- Miasta:

1. Thanh Hóa

- Dystrykty:

1. Bá Thước
2. Bỉm Sơn
3. Cẩm Thủy
4. Đông Sơn
5. Hà Trung
6. Hậu Lộc
7. Hoằng Hóa
8. Lang Chánh
9. Mường Lát
10. Nga Sơn
11. Ngọc Lặc
12. Như Thanh
13. Như Xuân
14. Nông Cống
15. Quan Hóa
16. Quan Sơn
17. Quảng Xương
18. Sầm Sơn
19. Thạch Thành
20. Thiệu Hóa
21. Thọ Xuân
22. Thường Xuân
23. Tĩnh Gia
24. Triệu Sơn
25. Vĩnh Lộc
26. Yên Định